# Katayama Yoshihiro
Katayama Yoshihiro (片山 善博) (sinh ngày 29 tháng 7 năm 1951) là chính khách người Nhật Bản. Trước đây, ông đã từng giữ chức vụ Bộ trưởng Nội vụ và Truyền thông và làm thống đốc tỉnh Tottori nhiệm kỳ 1999–2007.